# Muhamed Pandža
Hfz. Muhamed Pandža (1897. – 18. listopada 1962.), bošnjački teolog i jedan je od čelnika Odbora narodnog spasa.

## Životopis
Iz bogate je obitelji borbenih vjerskih vođa. Otac bio je muderis[pojasniti značenje] u Atmejdanskoj medresi, član Ulema-medžlisa i vaiz[pojasniti značenje] u Begovoj džamiji. Opominjao i proklinjao one koji ne bi htjeli ostaviti ono za što je on smatrao da se kosi sa šerijatom. Djed Isamuddin bio je imam i zbog svojih vazova[pojasniti značenje] bio je protjeran u osmansko vrijeme u Travnik, gdje je i umro. Muhamed je predavao je u školi, pisao u novinama, prevodio s arapskog jezika. Bio je vjeroučitelj u gimnaziji, a po Tevdžizidžihet nizamnami[pojasniti značenje] postavljen je i za vaiza u Begovoj džamiji. Godine 1938. bio je izabran u Ulema-medžlis, s potpunim brojem glasova birača izbornog tijela (devet) i povjeren mu referat baš-vaiza[pojasniti značenje]. Došao je u Nuvab[pojasniti značenje] na nauke. Učio je u Istanbulu. Nije služio u državnoj ni u vakufskoj[pojasniti značenje] službi od 1930-ih. S Munirom Sahinovićem jedno vrijeme je izdavao list Islamski svijet, a jedno vrijeme sam ga je izdavao. Pandža je prevodio u suradnji s bivšim reis-ul-ulemom Mehmedom Džemaluddinom Čauševićem Kuran. Pandža je preveo prvih 20 džuzova[pojasniti značenje] Kurana, zbog čega je došao u sukob s ondašnjom ulemom oko El-Hidaje koja ga je napala zbog slobodnoumnih tumačenja izvjesnih ajeta[pojasniti značenje].
Godinama je u Sarajevu predsjedavao Merhametom, muslimanskom dobrotvornom organizacijom koja se za vrijeme rata brinula za muslimanske izbjeglice. U početku otvoreno i dosljedno pronjemački orijentiran. Kad je 10. svibnja 1941. prošla prva manifestaciona povorka kroz Sarajevo, jedini od imama u povorci bio je Pandža. Kad je u Sarajevo došao palestinski muftija El Husseini, otvoreno je zagovarao osnivanje SS divizije Handžar sastavljene od Bošnjaka i za to je otvoreno agitirao među muslimanskim časnicima u domobranstvu da se upisuju (dobrovoljno javljaju) u Handžar diviziju.
Glavni autor memoranduma Hitleru, no vjerojatnije je memorandum rezultat zajedničkih napora grupe Bošnjaka. Poslije je promijenio stavove i osnovao je Muslimanski oslobodilački pokret pa pristupio nakratko partizanima. Kod Tuzle su ga zarobili SS-ovci. Jedva se izborilo da ga se preda hrvatskim vlastima, koje su ga potom zatvorile na Savskoj cesti u Zagrebu. Brojni su Bošnjaci intervenirali za njega, pa je pušten s tim da živi u Zagrebu. Drugovao je s Ademagom Mešićem. Na proljeće 1945. dojavili su mu da prijeđe na teritorij pod kontrolom partizana, jer će ga inače likvidirati. Otišao je, te preko Like i Hercegovine stigao u Sarajevo u travnju 1945. godine. Vazio[pojasniti značenje] je u Begovoj džamiji. Dana 3. svibnja 1945. godine su ga zatvorili. Sud časti ga je osudio na deset godina. Umro je 1962. i pokopan na Grličića brdu.[u kojem naselju?]

## Vanjske poveznice
- Sarajevski neklologij: Muhamed Pandža